# Jean Stock (Allemagne)
Pour les articles homonymes, voir Stock (homonymie) et Jean Stock.
Jean Stock (né le 7 juin 1893 à Gelnhausen, mort le 13 janvier 1965 à Aschaffenbourg) est un homme politique allemand.

## Biographie
Stock entame à 14 ans un apprentissage d'imprimeur chez A. Heller'sche Hofbuchdruckerei à Büdingen. De plus, il a poursuit sa formation en cours du soir au centre d'éducation des adultes. En 1911, il réussit son examen de compagnon et rejoint l'association des imprimeurs de livres allemands et le SPD. Il est soldat pendant la Première Guerre mondiale. En 1917, il rejoint l'USPD.
En 1918, Stock était secrétaire et directeur exécutif des syndicats libres d'Aschaffenburg et des environs. En 1918-1919, il est membre du Conseil d'ouvriers et de soldats d'Aschaffenbourg. En 1919, après le meurtre de Kurt Eisner à Munich, il est emprisonné pendant un an et demi pour activités politiques révolutionnaires. De 1918 à 1919 et de 1920 à 1924, il est membre du Landtag de Bavière. De 1919 à 1933, il est membre du conseil municipal d'Aschaffenbourg (président du groupe SPD).
De 1922 jusqu'à sa fermeture par le NSDAP en 1933, Stock est le directeur général de "Spessartdruck GmbH" (éditeur de l'organe social-démocrate). De 1933 à 1945, il est un entrepreneur indépendant (imprimerie de livres Stock & Körber) à Aschaffenbourg. Avec Hugo Karpf, il a fonde un groupe d'opposants qui offre aide et refuge aux citoyens d'Aschaffenbourg sous la pression des nazis. Stock est arrêté plusieurs fois pendant le Troisième Reich ; en 1944, à la suite du complot du 20 juillet 1944, il est emprisonné quelques mois au camp de concentration de Dachau.
Après la fin de la Seconde Guerre mondiale, l'administration militaire américaine accorde à Jean Stock et au rédacteur en chef August Gräf l'autorisation de publier un « journal démocratique » pour la région de la Basse-Franconie. C'est la condition préalable à la fondation du journal Main-Echo, qui est distribué dans toute la région par l'éditeur Wilhelm Engelhard. Le premier numéro paraît le 24 novembre 1945. De 1945 à 1946, Stock est nommé par l'administration d'occupation américaine maire d'Aschaffenbourg, administrateur de district et président de district en Basse-Franconie et occupe des postes de direction dans le SPD franconien et bavarois. Stock est membre du Landtag de Bavière de 1946 à 1962, et en même temps, il est président du groupe parlementaire SPD jusqu'en 1950. De 1947 à 1949, il est membre du conseil de la zone d'occupation américaine à Stuttgart et de 1948 à 1949, il est membre (secrétaire) en tant que Bavarois du conseil parlementaire.
En 1949, il participe à la première assemblée fédérale en tant que délégué du Landtag de Bavière. De 1945 à 1958, il est président du conseil de surveillance d'Überlandwerk Unterfranken. En 1959, il reçoit l'ordre bavarois du Mérite.